# آلفرد او.پی. نیکلسون
آلفرد او. پی. نیکلسون (به انگلیسی: Alfred O. P. Nicholson) سناتور سابق عضو حزب دموکرات ایالات متحده آمریکا بود. وی در سال ۱۸۴۰ تا ۱۸۴۲ و ۱۸۵۹ تا ۱۸۶۱ میلادی سناتور ایالت تنسی در سنای ایالات متحده آمریکا بود.